# Ferenc Fehér
Ferenc Fehér, född 22 december 1933 i Budapest, död 17 juni 1994 i Budapest, var en ungersk filosof, estetiker och konstkritiker. Han var gift med filosofen Ágnes Heller.

## Biografi
Fehér tillhörde Budapestskolan tillsammans med bland andra Ágnes Heller, István Mészáros, Mihály Vajda, György Márkus och Maria Márkus. Fehér, som var medlem i Ungerns socialistiska parti, var åren 1967–1970 assistent åt György Lukács. År 1972 disputerade Fehér på avhandlingen Az antinómiák költője, som behandlar Dostojevskij och individens kris. Med tiden vände han sig dock bort från den marxistiska läran, vilket föranledde partiet att bannlysa honom som "antimarxistisk". Detta gjorde hans yrkesverksamhet i Ungern omöjlig och Fehér gick i slutet av 1970-talet i landsflykt.